# Paramicrocranaus difficilis
Paramicrocranaus difficilis is een hooiwagen uit de familie Manaosbiidae.